# Paleozoölogie
Paleozoölogie is een subdiscipline van de paleontologie die fossiele overblijfselen van dieren bestudeert. Het onderzoek richt zich onder andere op morfologie, vergelijkende anatomie, evolutie, structuur, samenstelling en ontwikkeling van populaties, ecologische betekenis van soorten en populaties (paleo-ecologie), biostratigrafie, etc. Paleozoölogie kent vele specialisaties die meestal verdeeld zijn langs de lijnen van de verschillende diergroepen. Belangrijke specialisaties zijn mollusken, zoogdieren en foraminiferen. Hoewel onderzoek aan spectaculaire vondsten van fossiele vogels, dinosauriërs en hominiden vaak veel aandacht krijgt in de pers, wordt het meeste paleozoölogisch onderzoek verricht aan ongewervelden en eencelligen.